# Limersbach

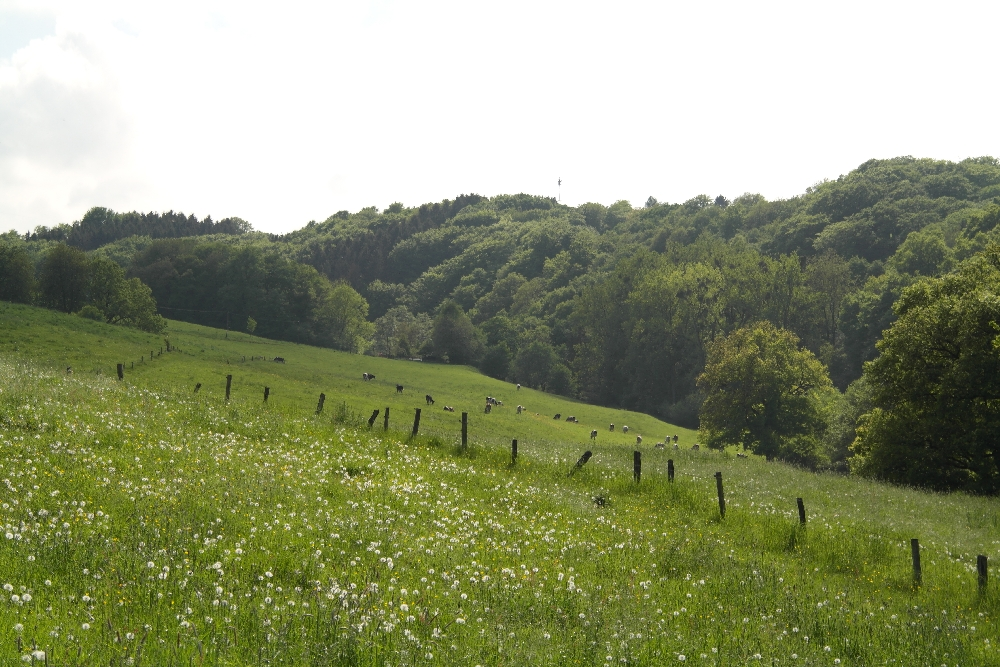
Limersbachtal bei Adscheid

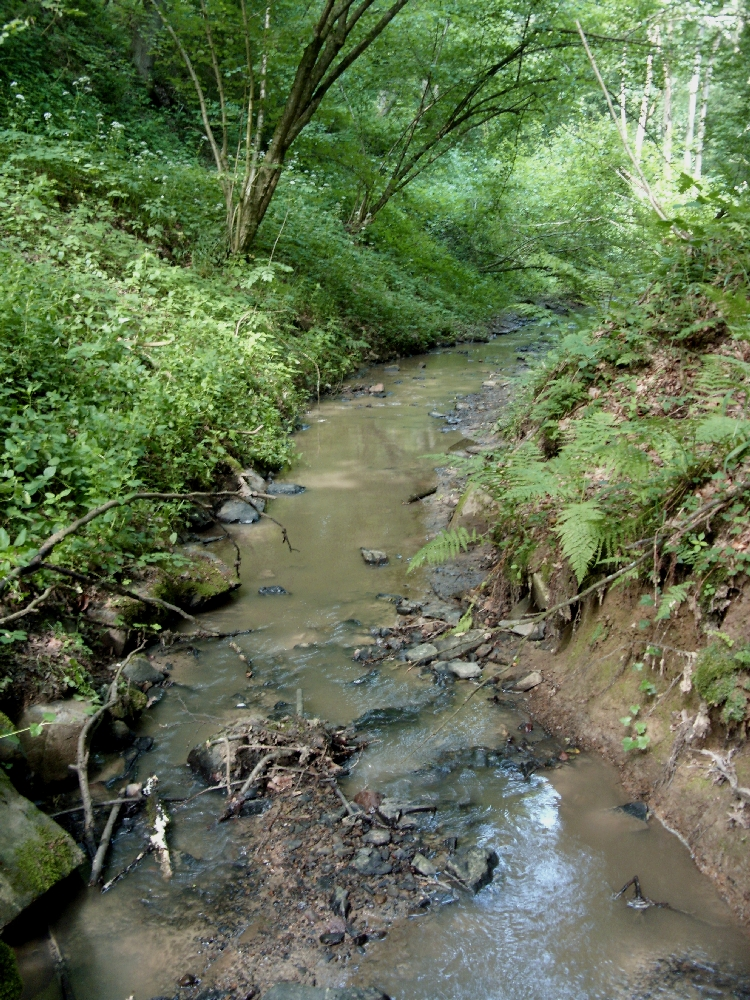
Limersbach, zu erkennen ist auch die typische Braunfärbung

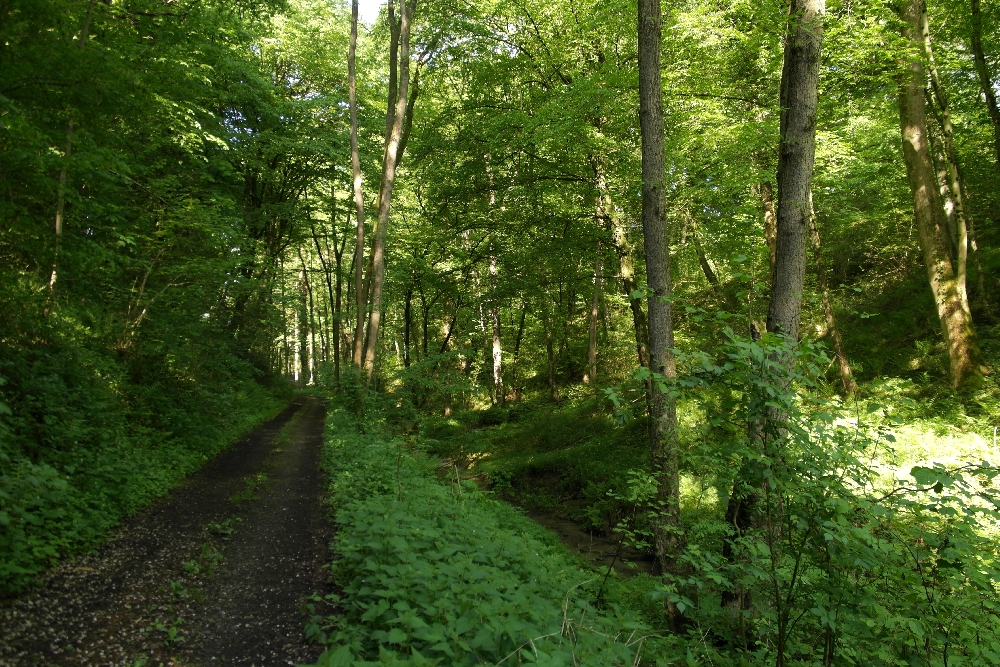
Limersbachtal kurz vor Stein

Der Limersbach ist ein 3,9 km langer Zufluss der Sieg im Stadtgebiet von Hennef (Sieg) in Nordrhein-Westfalen. Ab der Ortschaft Stein heißt er Steiner Bach.

## Verlauf
Der Limersbach entspringt bei Lichtenberg (Hennef), nördlich und direkt unterhalb der Bundesstraße B8. Sein Tal verläuft in der ersten Hälfte nach Nordnordwesten zwischen den Ortschaften Striefen und Adscheid. Nahe dem Quellbereich gibt es einige Feucht- und Nasswiesen. Am Oberlauf ist das Limersbachtal recht flach, schneidet sich dann aber schnell in die Landschaft ein und wird dabei enger. Das Limersbachtal ist vom Ober- bis zum Unterlauf in der Talaue und an den unteren Teilen der Talhänge überwiegend bewaldet, nach oben hin befinden sich auf beiden Talseiten Weiden und Felder, die die Ortschaften Adscheid und Striefen umgeben. Zwischen den beiden Ortschaften liegen einzelne Fischteiche, unterhalb dieser verbinden sich die Wiesen und bilden den einzigen unbewaldeten Talabschnitt. In der unteren Hälfte knickt das Tal nach Nordosten ab. Der Unterlauf verengt sich weiter und ist durch die beidseitig steilen, bewaldeten Talhänge geprägt. Am Talausgang liegt die Ortschaft Stein, die der nun Steiner Bach heißende Bach durchfließt. Dabei nähert er sich dem Ahrenbach auf knapp 100 Meter, knickt dann aber nach Nordwesten ab, während der Ahrenbach nordöstlich in die Sieg mündet. Der Steiner Bach unterquert schließlich die Siegstrecke und mündet bei Haus Attenbach, gegenüber von Oberauel, in die Sieg.

## Naturschutz
Das Limersbachtal steht seit 2008 unter Naturschutz. Das Naturschutzgebiet hat eine Fläche von 18,90 ha.

## Erholung
Durch das Limersbachtal verläuft ein Wanderweg, der bei Stein direkt mit dem Natursteig Sieg verbunden ist. Der 2,7 km lange Weg reicht von Lichtenberg bis Stein, Abzweige nach Adscheid und Striefen sind vorhanden.

## Namensherkunft
Der Name Limersbach leitet sich vom hohen Lehmgehalt des Gewässers ab, der sich durch schnelle Braunfärbung bei höherem Wasserstand und Lehmablagerungen in ruhigeren Fließbereichen bemerkbar macht. Ab der Ortschaft Stein wurde er nach dieser benannt und trägt bis zur Mündung den Namen Steiner Bach.